# Bicyclus daresa
Bicyclus daresa är en fjärilsart som beskrevs av Embrik Strand 1908. Bicyclus daresa ingår i släktet Bicyclus och familjen praktfjärilar. Inga underarter finns listade i Catalogue of Life.